# Gmina Nordkapp
Gmina Nordkapp (norw. Nordkapp kommune) – norweska gmina leżąca w okręgu Finnmark. Większość terytorium (spośród 925 km²) leży na wyspie Magerøya, reszta – na lądzie stałym, z którym wyspa połączona jest podmorskim tunelem Nordkapp. Siedzibą gminy jest miejscowość Honningsvåg.
Nordkapp jest 117. norweską gminą pod względem powierzchni.

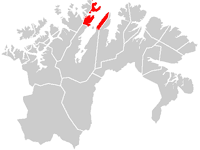
Położenie gminy Nordkapp w prowincji Finnmark

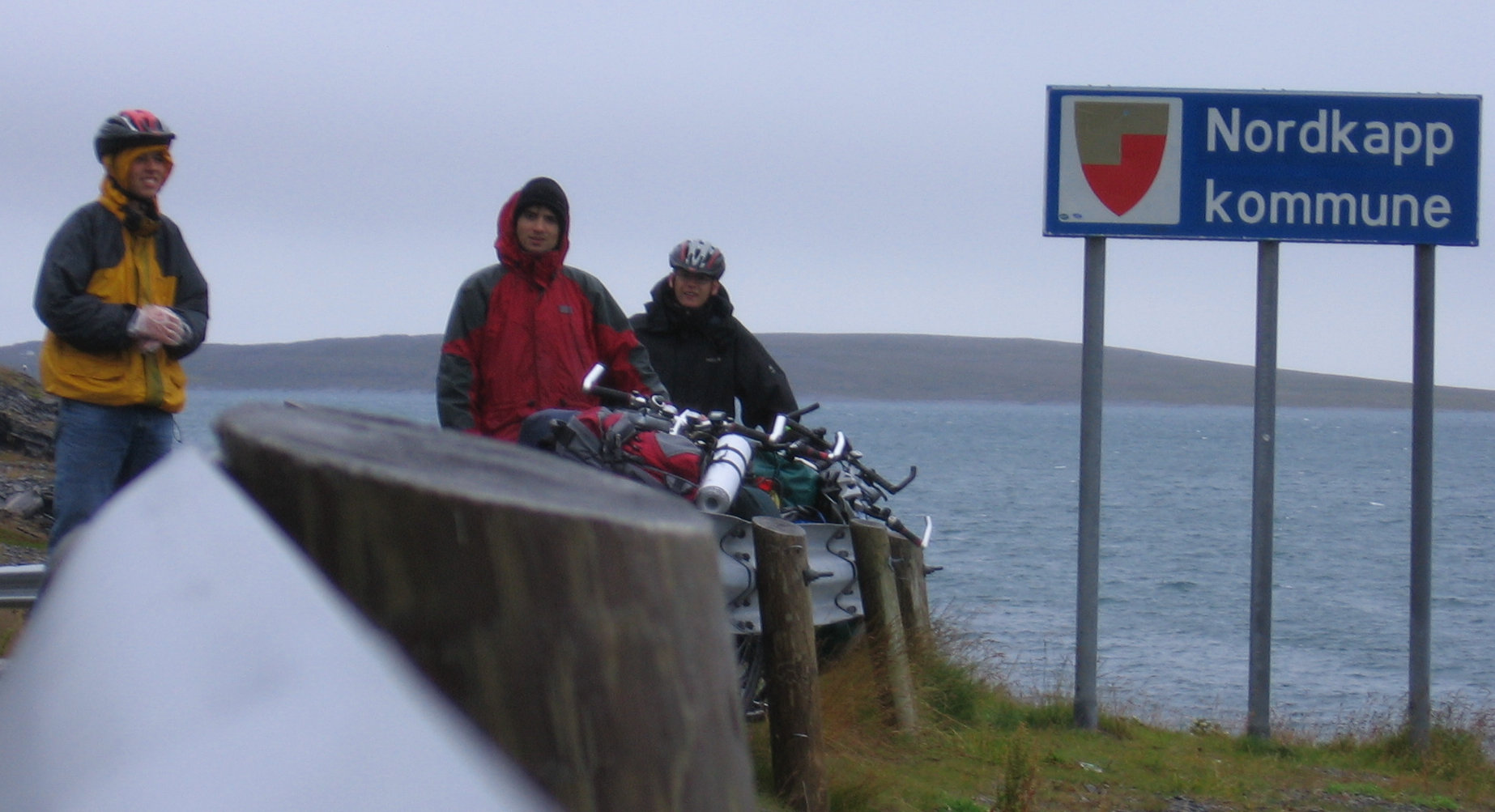
Turyści rowerowi na granicy gminy Nordkapp
zdjęcie wykonane w środku lata

## Demografia
Według danych z roku 2005 gminę zamieszkuje 3415 osób, gęstość zaludnienia wynosi 3,7 os./km². Pod względem zaludnienia Nordkapp zajmuje 251. miejsce wśród norweskich gmin.
| ludność stan na 1 stycznia 2005 |         |           |       |
|                                 | kobiety | mężczyźni | razem |
| osób                            | 1729    | 1686      | 3415  |
| %                               | 50,63%  | 49,37%    | 100%  |

| wykształcenie stan na 1 października 2004 |        |         |        |        |
|                                           | podst. | średnie | wyższe | niezn. |
| osób                                      | 761    | 1467    | 371    | 95     |
| %                                         | 28,25% | 54,45%  | 13,77% | 3,53%  |

## Edukacja
Według danych z 1 października 2004:
- liczba szkół podstawowych (norw. grunnskolar): 6
- liczba uczniów szkół podst.: 474

## Władze gminy
Według danych na rok 2011 administratorem gminy (norw. rådmann) jest Åsleik Rannestad, natomiast burmistrzem (norw. ordfører, d. borgermester) jest Kristina S. Hansen.